# Suwallia sierra
Suwallia sierra – gatunek widelnicy z rodziny Chloroperlidae.

## Taksonomia
Gatunek ten został opisany w 1997 roku przez R.W. Baumanna i R.L. Bottorffa.

## Opis
Samiec makropteryczny o długości ciała od 5 do 7 mm i długości przednich skrzydeł od 6 do 7 mm, brązowy. Przedplecze o krawędziach i zmarszczkach ciemnobrązowych, a kątach tylnych zaokrąglonych. Śródplecze i zaplecze z U-kształtnym znakiem. Segmenty 1–8 odwłoka z ciemnym, środkowym pasem, 1–2 z ciemnymi znakami bocznymi, a 9 z łatkami gęstych szczecinek. Edeagus rurkowaty, zakończony dwoma płatkami wierzchołkowymi i dwoma bocznymi. Przydatki odwłokowe zakrzywione w nasadowych członach 1–4. Samica makropteryczne, podobna do samca, o przednich skrzydłach i ciele od 6 do 8 mm długim. Płytka subgenitalna szeroka u nasady i wąsko do średnio ścięta. Człony 1–4 przydatek odwłokowych nie zakrzywione.

## Występowanie
Gatunek znany wyłącznie z niższych partii gór Sierra Nevada w Kalifornii.